# Opowieść o matce
Opowieść o matce (duń. Historien om en Moder, ang. The Story of a Mother) – baśń literacka autorstwa Hansa Christiana Andersena, wydana po raz pierwszy po angielsku w 1854 roku.

## Publikacja
Baśń literacka Opowieść o matce, napisana przez Hansa Christiana Andersena, została po raz pierwszy opublikowana po angielsku, przetłumaczona przez Charlesa Beckwitha Lohmeyera w antologii A Christmas Greeting to my English Friends w grudniu 1847 roku. Zbiór wydany został w Londynie, nakładem wydawnictwa Richarda Bentley’a. Pierwsze wydanie baśni w języku duńskim ukazało się 4 marca 1848 w Kopenhadze w wyborze zatytułowanym Nowe Bajki. Tom drugi. Druga kolekcja. 1848 (duń. Nye Eventyr. Andet Bind. Anden Samling. 1848). Zbiór opublikowało wydawnictwo C.A. Reitzels. Baśń była wznawiana za życia pisarza w latach: 1849, 1863 oraz 1875.

## Polskie przekłady
Baśń była szereg razy tłumaczona na język polski z niemieckiego, poza ostatnim tłumaczeniem z duńskiego Bogusławy Sochańskiej:
- 1854 – Matka: tłumaczenie anonimowe w „Rozmaitościach”(inne języki) (Gazeta Lwowska), Lwów
- 1865 – Serce matki: Felicjan Faleński w: „Noworocznik (kalendarz) ilustrowany dla Polek na rok 1865”, Warszawa
- 1875 – Matka: Fryderyk Henryk Lewestam w: „Wiek”, Warszawa
- 1899 – Matka – Cecylia Niewiadomska (tłum.): Baśnie. Warszawa. Brak numerów stron w książce
- 1900 – Dzieje matki: Maria Glotz (tłum.): Czarodziejskie powieści  Andersena. T. 1–2. Warszawa. Brak numerów stron w książce
- 1905 – Matka: Wanda Młodnicka (tłum.): Wybór bajek Andersena. Lwów. Brak numerów stron w książce
- 1929 – Historia o matce: Janina Mortkowiczowa (tłum.): Najpiękniejsze baśnie H.C. Andersena. Warszawa. Brak numerów stron w książce
- 1931 – Historia o matce: Stefania Beylin (tłum.): Baśnie. T. 1–6. Warszawa. Brak numerów stron w książce
- 1938 – Historia matki: Marceli Tarnowski (tłum.): Bajki. Warszawa. Brak numerów stron w książce
- 1938 – Przygody matki: Adam Przemski (tłum.): Bajki. Kraków. Brak numerów stron w książce
- 1946 – W cieplarni śmierci: Witold Zechenter (tłum.): Bajki. Kraków. Brak numerów stron w książce
- 1956 – Opowiadanie o matce: Jarosław Iwaszkiewicz (tłum.): Baśnie. T. 1–3. Warszawa. Brak numerów stron w książce
- 2006 – Opowieść o matce: Bogusława Sochańska (tłum.): Baśnie i opowieści. Tom I 1830–1850. Poznań. s. 439–444. ISBN 978-83-7278-194-9. (z oryginału)

## Fabuła

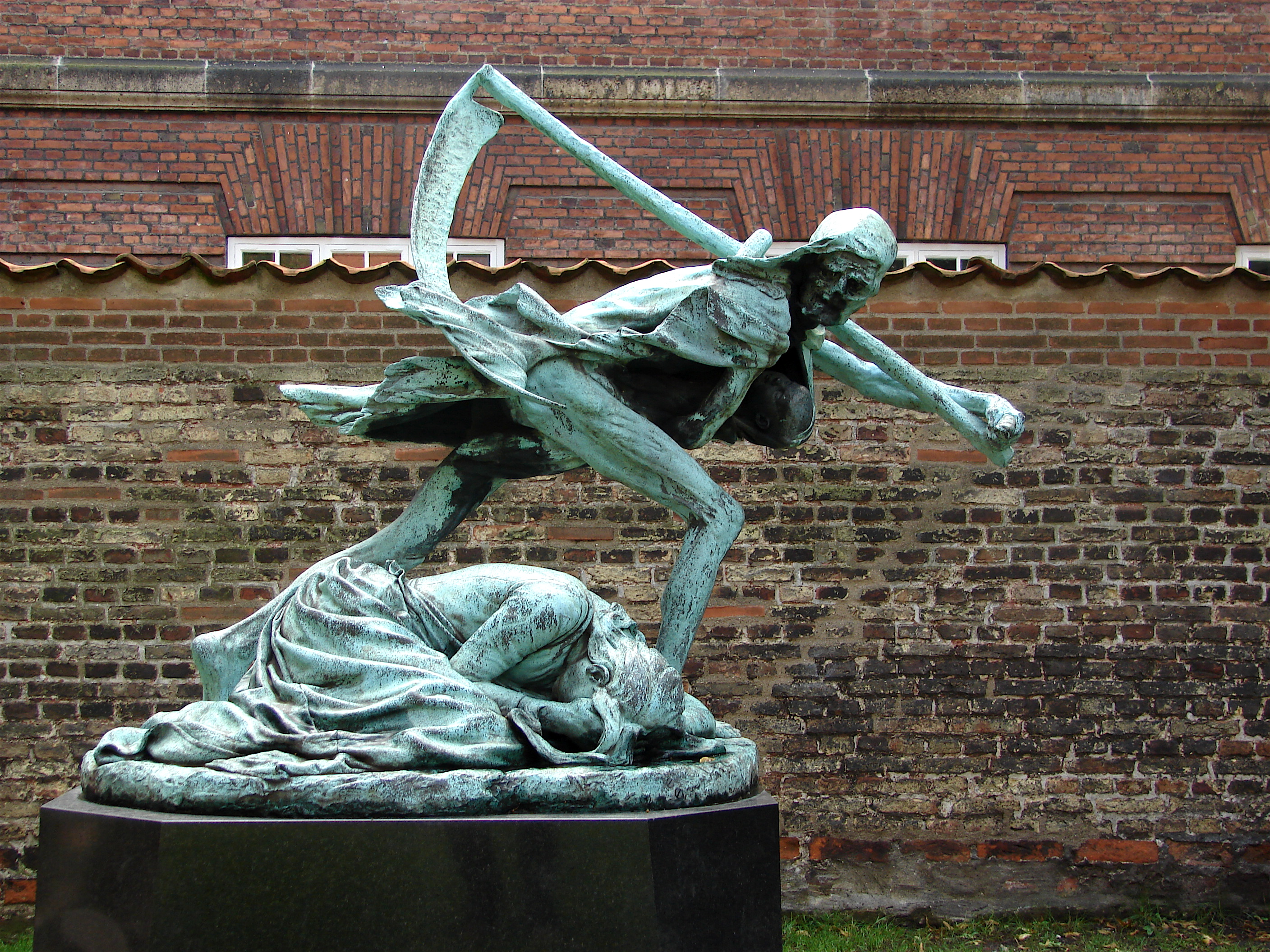
Śmierć i matka, rzeźba Niels Hansen Jacobsen z 1892

Matka siedzi przy swoim chorym dziecku i boi się, że ono umrze. Dziecko jest blade i słabo oddycha. Do drzwi puka stary, biedny mężczyzna i matka wpuszcza go do środka. Mężczyzna to Śmierć, choć matka jeszcze o tym nie wie. Matka ogrzewa dla niego piwo i wraca do chorego dziecka. Pyta, czy Pan Bóg zostawi jej dziecko przy życiu. Śmierć kiwa głową w sposób niejednoznaczny.
Matka na chwilę zasypia ze zmęczenia. Budzi się i odkrywa, że dziecko zniknęło: Śmierć je zabrała. Wybiegając z domu, spotyka kobietę ubraną na czarno: to Noc. Noc mówi, że widziała, jak śmierć uciekała z dzieckiem. Matka chce wiedzieć, dokąd poszła Śmierć. Noc prosi, by matka zaśpiewała wszystkie pieśni, które śpiewała dziecku. Matka śpiewa i płacze, a Noc wskazuje jej drogę przez ciemny las. W lesie matka spotyka krzak cierniowy, który prosi o ciepło. Matka przytula krzak, rani się i krwawi, ale krzak zakwita i mówi, którędy iść dalej.
Dochodzi do jeziora, przez które musi przejść. Jezioro chce w zamian za pomoc jej oczy, które uważa za najcenniejsze perły. Matka zgadza się i płacze tak bardzo, że jej oczy spadają na dno jeziora. Jezioro przenosi ją na drugi brzeg, gdzie znajduje się tajemnicza szklarnia, ogród Śmierci.
Tam spotyka starą kobietę, która zgadza się pomóc, jeśli matka odda swoje długie, czarne włosy. Matka się zgadza i wchodzi do ogrodu, gdzie każde drzewo i każda roślina to ludzkie życie. Matka odnajduje roślinę swojego dziecka i chce ją chronić. Śmierć przychodzi i pokazuje jej przyszłość dwóch kwiatów – jednego szczęśliwego, drugiego pełnego cierpienia – ale nie mówi, który należy do jej dziecka. Matka błaga Boga, by nie słuchał jej modlitw, jeśli są przeciw jego woli, i pozwala Śmierci odejść z dzieckiem do nieznanego kraju.

## Wybrane adaptacje filmowe
- 1971 – „Andersen Monogatari” seria TV anime, Mushi Production, odcinek 5 (Ganbare mama)[4]
- 1977 – Historien om en moder(inne języki), duński animowany film krótkometrażowy[5]
- 1979 – Historien om en moder(inne języki), duński film w reżyserii Clausa Weeke
- 2010 – The Story of a Mother(inne języki), włoski film w reżyserii Alessandro De Vivo i Ivano di Natale

## Galeria

Ilustracje baśni Opowieść o matce
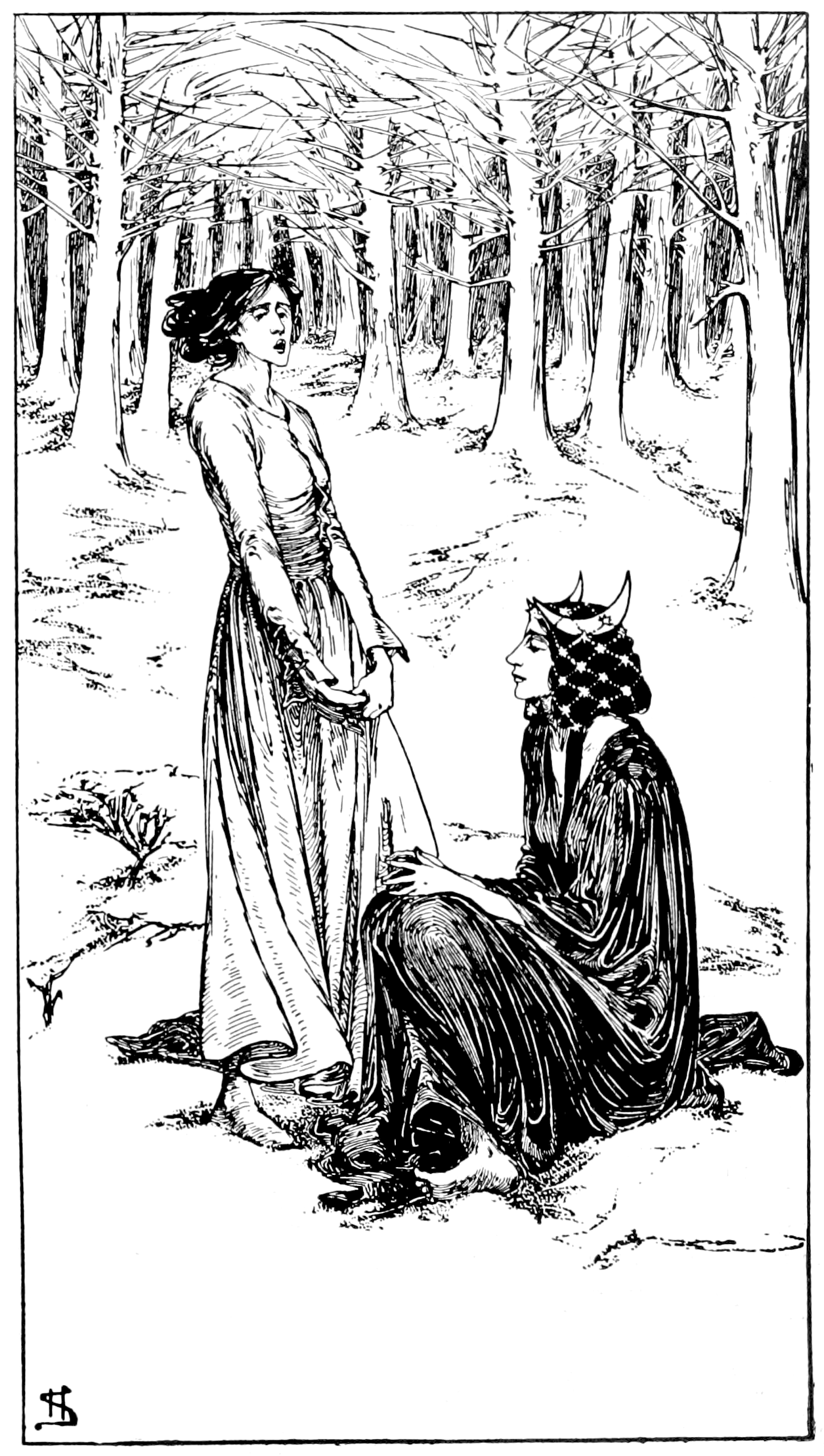
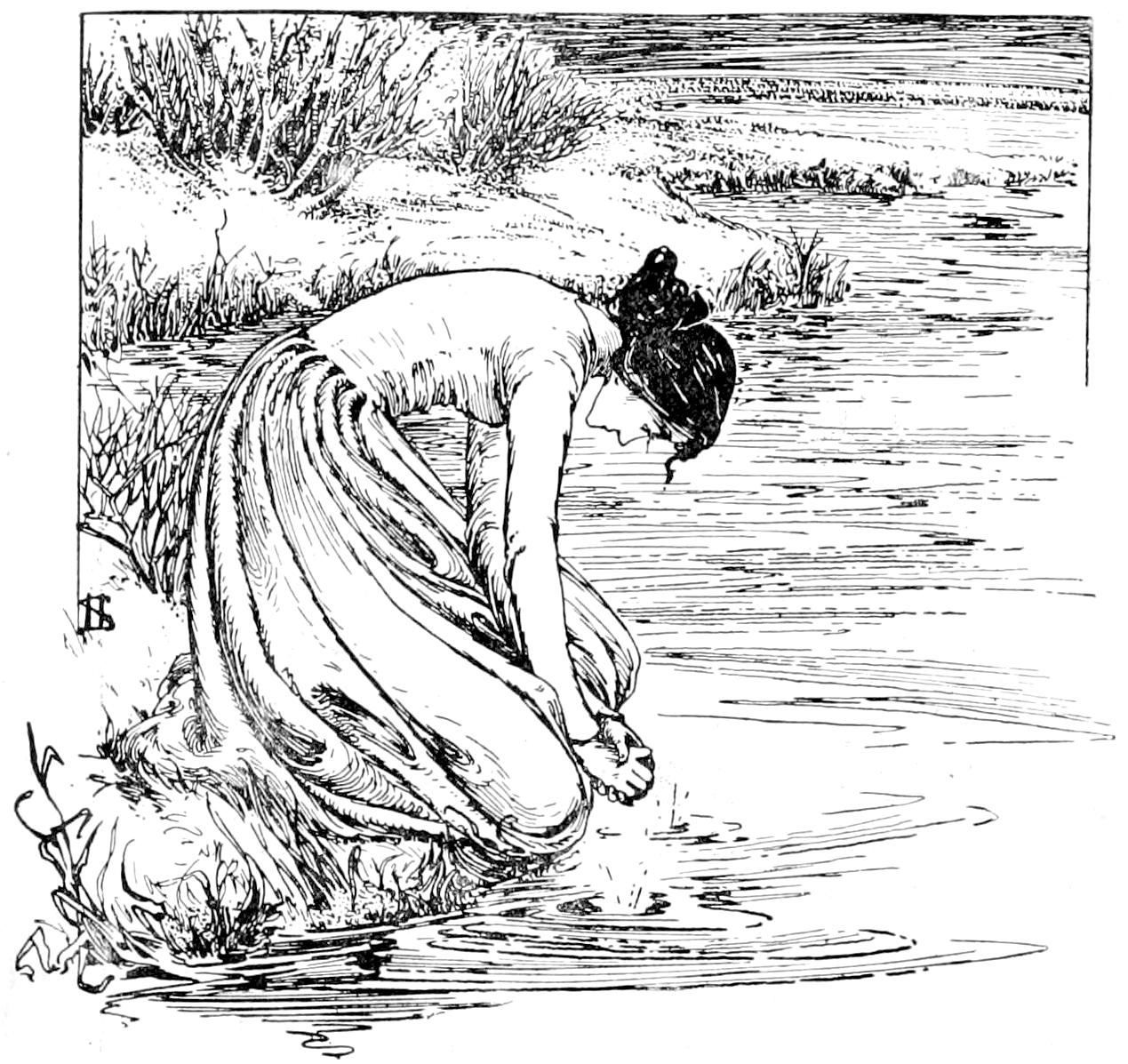
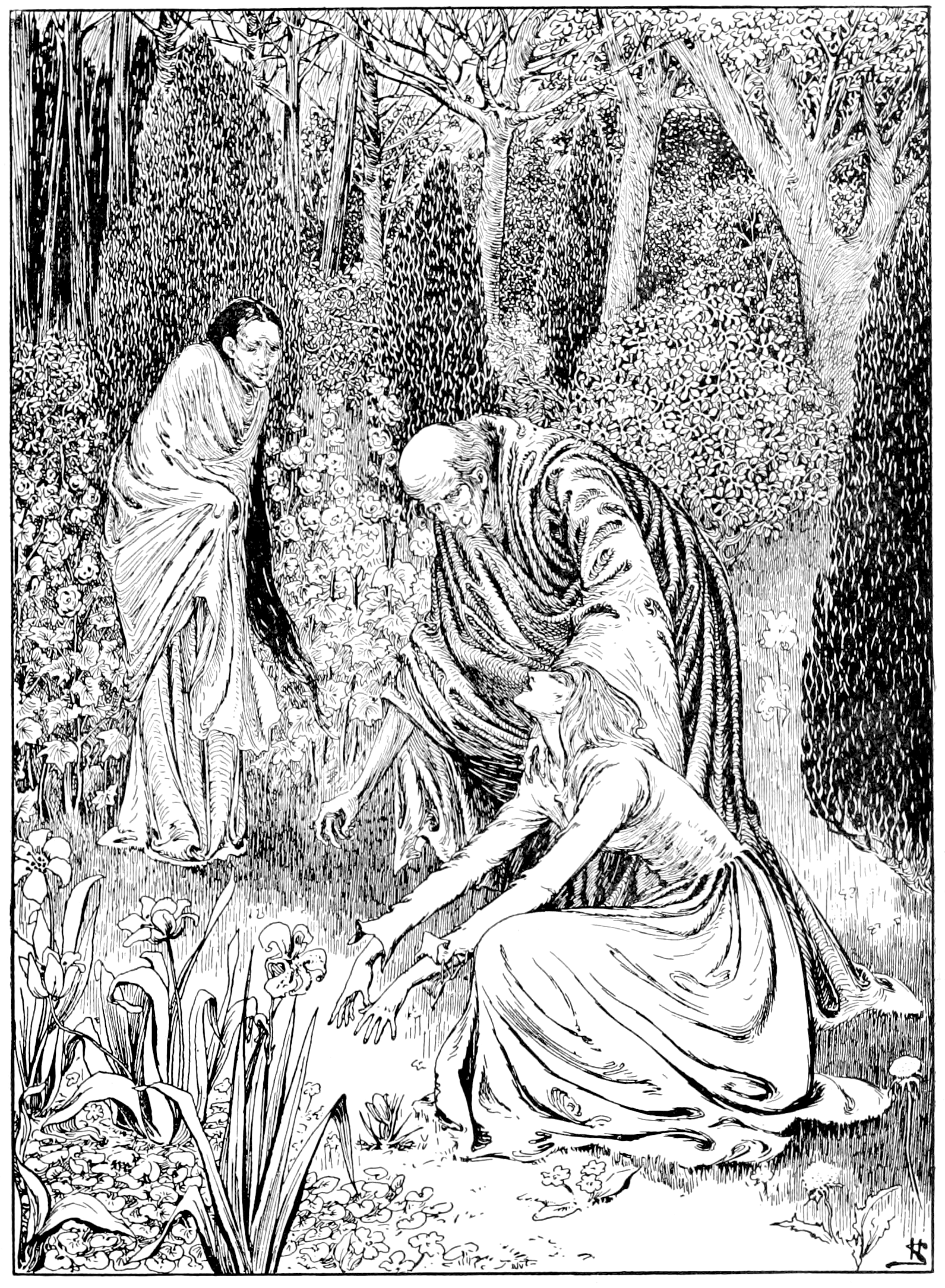
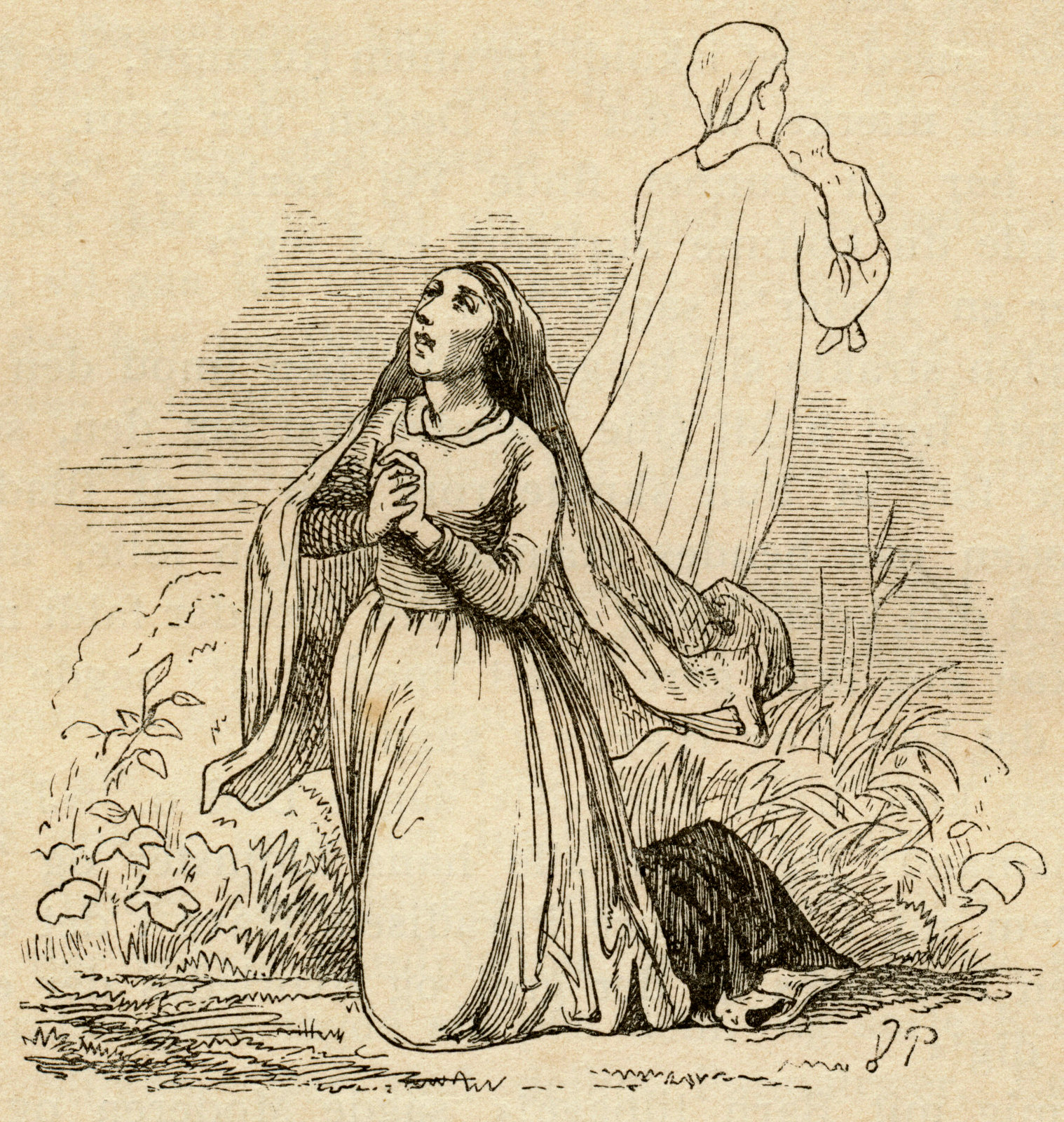